# 阳和塔
阳和塔又名聚龙宝塔，位于云南省大理市大理镇阳和村委会中阳和村东侧，始建于清嘉庆十九年（1814年），属于风水塔。
阳和塔始建于清嘉庆十九年（1814年），民国九年（1920年）重修。为十一级方形密檐式空心石塔，通高约19米，下身宽约3米，塔壁厚1米，一至八级塔身几乎同宽，第九级开始收分。方形塔座宽5.7米，高1.9米。塔身最下层各镶嵌有大理石碑，西面为“聚龙宝塔”匾额，东面为《聚龙宝塔碑记》，南面为民国九年（1920年）的功德碑，北面为民国九年（1920年）《重修聚龙塔碑记》。塔檐为五层砖石叠涩，出挑8厘米。每级塔身四面中央开券顶窗洞，全开式与半开式交错。塔内每级建有对角十字木梁一架，用以加强塔壁间拉力并供人攀登。原有塔刹已毁。
1985年9月20日公布为第一批大理市文物保护单位。2023年10月23日公布为第八批大理州文物保护单位。